# Carnival : Fête foraine
Carnival : Fête foraine (aussi appelé Carnival Games en Amérique du Nord ou Carnival Funfair Games en Europe et en Australie), est un jeu vidéo de type party game sorti en 2007 sur les consoles Wii et Nintendo DS. Il a été édité par Global Star Software, avant leur rachat par Take Two Interactive (connu aujourd'hui sous le nom de 2K Play).
Malgré un échec auprès des sites et des critiques de jeu vidéo, le jeu est un succès commercial. Les versions sur Wii et sur DS combinées se sont vendues à plus de 7 millions d'exemplaires. Carnival Games est, selon le NPD Group, le troisième party game le plus vendu de la Wii.
Après le succès commercial du premier opus, le jeu a donné naissance à la série Carnival Games.

## Accueil
- Jeuxvideo.com : 8/20 (Wii)[2] - 7/20 (DS)[3]